# Zavinutka
Zavinutka (Monarda) je rod aromatických rostlin z čeledi hluchavkovitých. Zahrnuje zhruba 20 druhů, které jsou všechny endemické v Severní Americe. Rod byl pojmenován po španělském lékaři a botanikovi Nicolási Monardovi, který v roce 1574 vydal knihu popisující květenu Nového světa. Jde o léčivé rostliny, celosvětově pěstované též pro okrasu.

## Popis

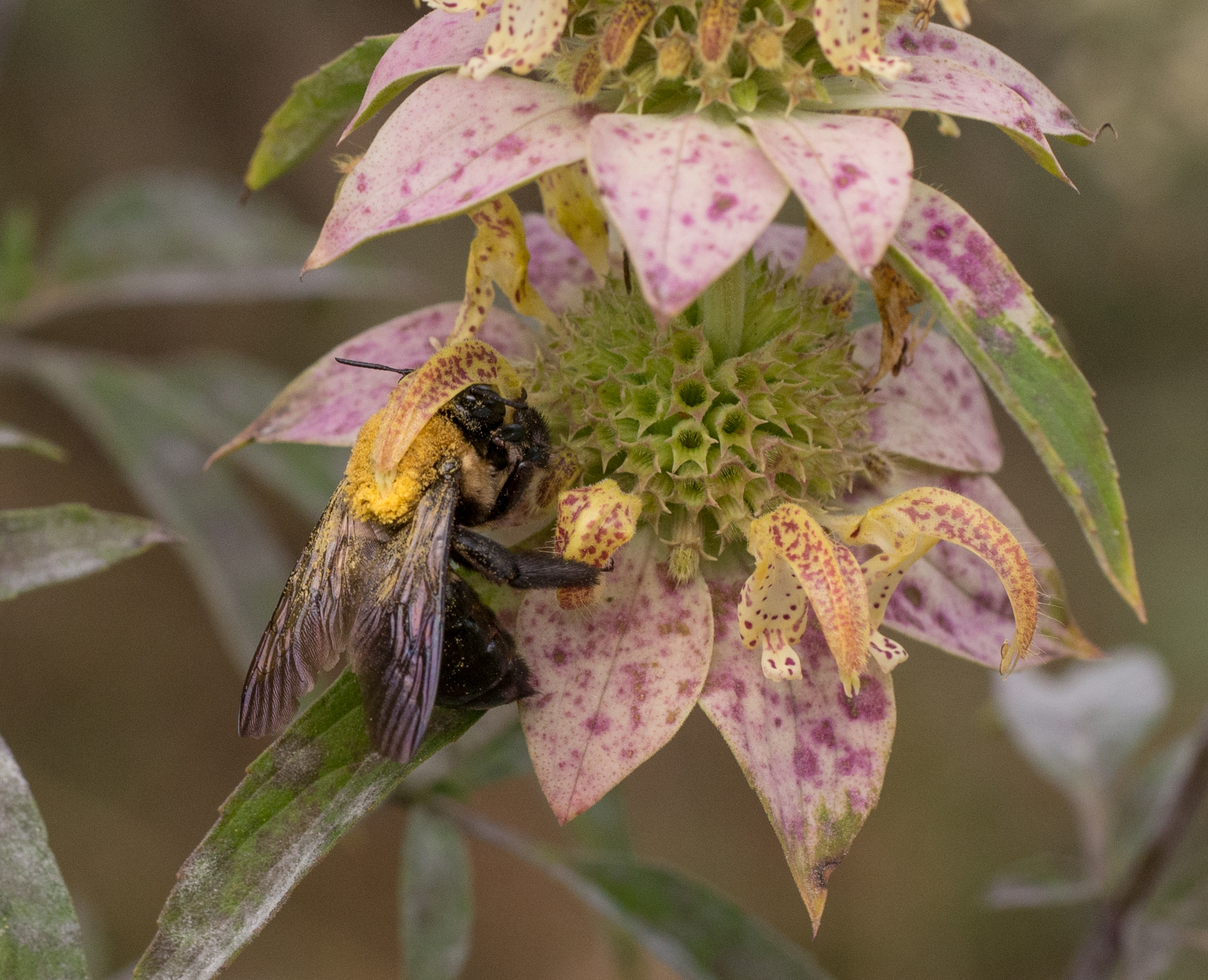
Detail květenství zavinutky tečkované s opylujícím čmelákem

Jsou to vzpřímeně rostoucí jednoleté nebo vytrvalé byliny, dorůstající výšek 20–90(–150) cm. Listy jsou vstřícné, řapíkaté či téměř přisedlé, kopinaté nebo vejčité, na okrajích pilovité, lysé nebo řídce chlupaté, dlouhé 7–14 cm. Oboupohlavné květy jsou umístěny v nahloučeném koncovém strboulu nebo v oddálených lichopřeslenech podepřených často nápadně zbarvenými listeny. Kalich je trubkovitý, pravidelný, s pěti zuby. Koruna souměrná, pyskatá, s horním pyskem úzkým a spodním širším, trojcípým; její barva se pohybuje v odstínech červené, růžové nebo světle či tmavě fialové. Tyčinky jsou pouze dvě, blizna nesouměrně dvouklaná, plodem jsou tvrdky. Květy jsou opylovány hmyzem, v některých krajích též kolibříky, opylovačům nabízejí zásobu nektaru.
Většina druhů je silně aromatických díky vysokému obsahu vonných silic bohatých na thymol, linalool, karvakrol, alfa- a beta-pinen, terpineol a další látky.

## Ekologie a rozšíření
Celý rod je endemický v Severní Americe. Jeho zástupci se vyskytují prakticky na celém kontinentu od Kanady po jižní Mexiko, chybí pouze v chladných tundrových oblastech severních teritorií a na Aljašce. Rostou ve světlých lesích, v křovinách a lesních lemech, v otevřené prérii, na vlhkých loukách a v nivách řek, stejně jako na stanovištích ovlivněných člověkem, podél silnic a železničních tratí nebo na okrajích polních kultur.

## Význam

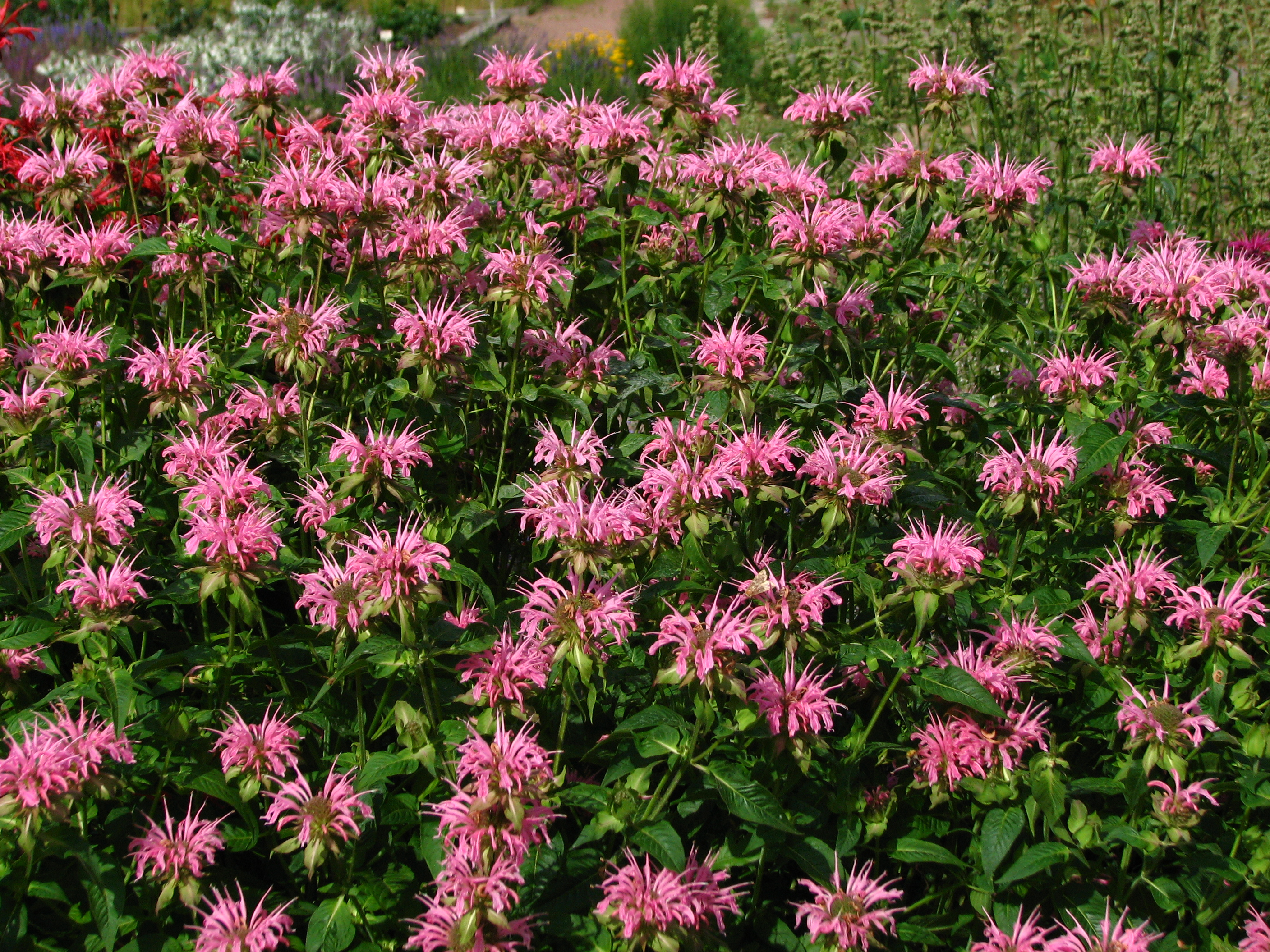
Hybridní kultivar 'Croftway Pink' na záhoně

Mnozí zástupci, například zavinutka podvojná, jsou pěstovány pro okrasu coby atraktivně kvetoucí rostliny, vhodné především do rozsáhlejších přírodních kompozic s dalšími barevnými trvalkami a letničkami. Nevýhodou je náchylnost k houbovým chorobám, především padlí. Registrováno bylo na 50 různých kultivarů. Jsou to i dobré medonosné rostliny, v zahradě přitahují množství motýlů, čmeláků, včel a dalšího opylujícího hmyzu.
Původní obyvatelé Ameriky používali tyto rostliny v tradiční medicíně jako antiseptikum, karminativum, k péči o zuby a ústní dutinu nebo při bolestech hlavy a nachlazení, díky nahořklé chuti rozdrcených listů též jako koření k masitým pokrmům ze zvěřiny a ptactva. Jako léčivka je zavinutka využívána i v současné době. Její vůně je popisována jako směs máty a bergamotu. Využívá se v aromaterapii, jako přírodní aroma do parfémů a mýdel, jako koření nebo k inhalacím při onemocnění průdušek.

## Systematika
V rámci čeledi hluchavkovitých patří do její největší čeledi Nepetoideae a dále do tribu Mentheae a subtribu Menthineae. Dále se dělí do dvou morfologicky rozdílných podrodů Monarda a Cheilyctis. Nejblíže příbuznými rody jsou pravděpodobně Blephilia a Pycnanthemum.
Ploidie variuje v hodnotách 2n = 18, 22, 36 (zřídka též 24, 32, 34). Typovým druhem je Monarda fistulosa.

## Vybraní zástupci
- Zavinutka podvojná (Monarda didyma)
- Zavinutka trubkovitá (Monarda fistulosa)
- Zavinutka tečkovaná (Monarda punctata)
- Monarda citriodora
- Monarda fruticulosa
- Monarda russelliii

## Galerie

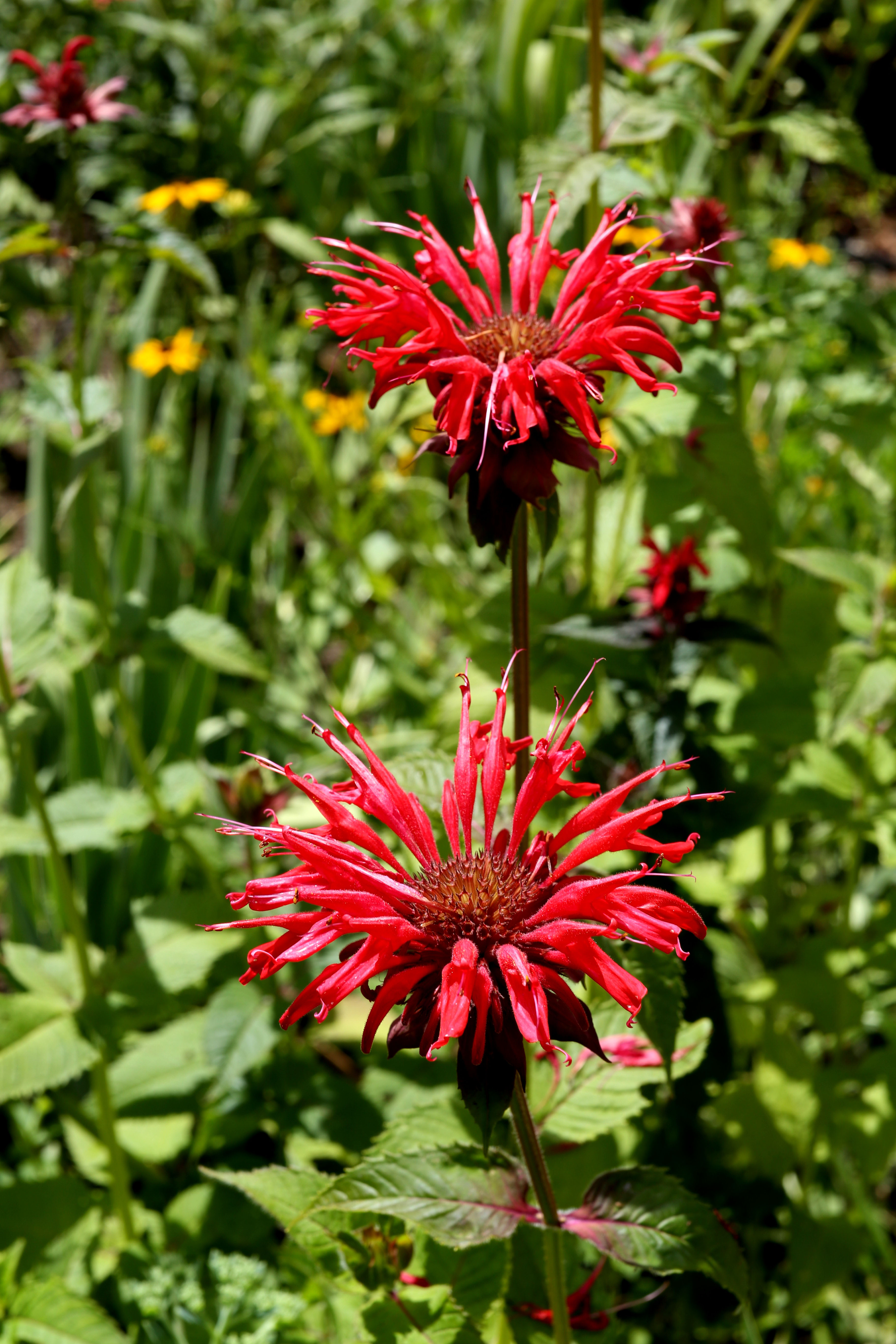
Monarda didyma
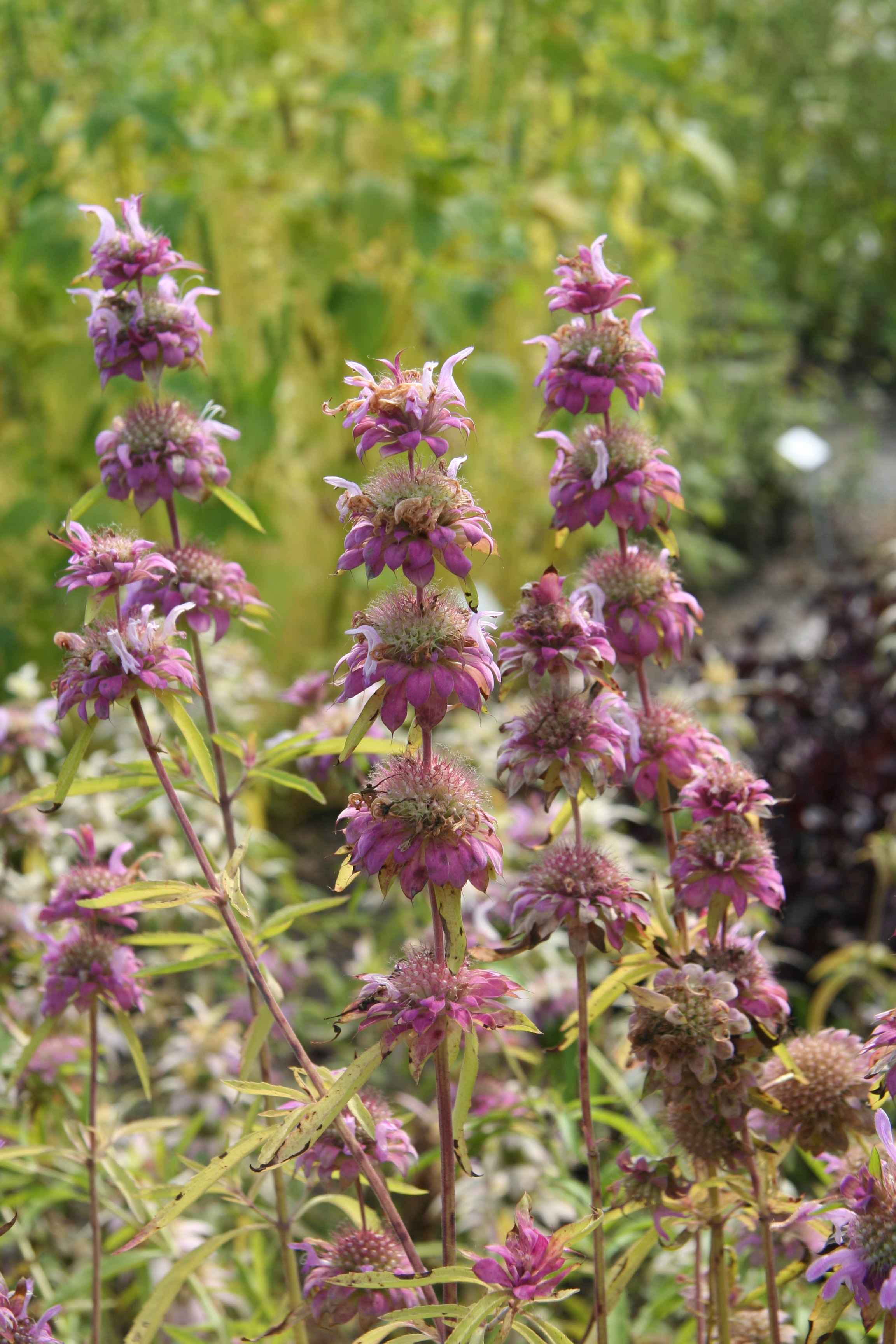
Monarda citriodora
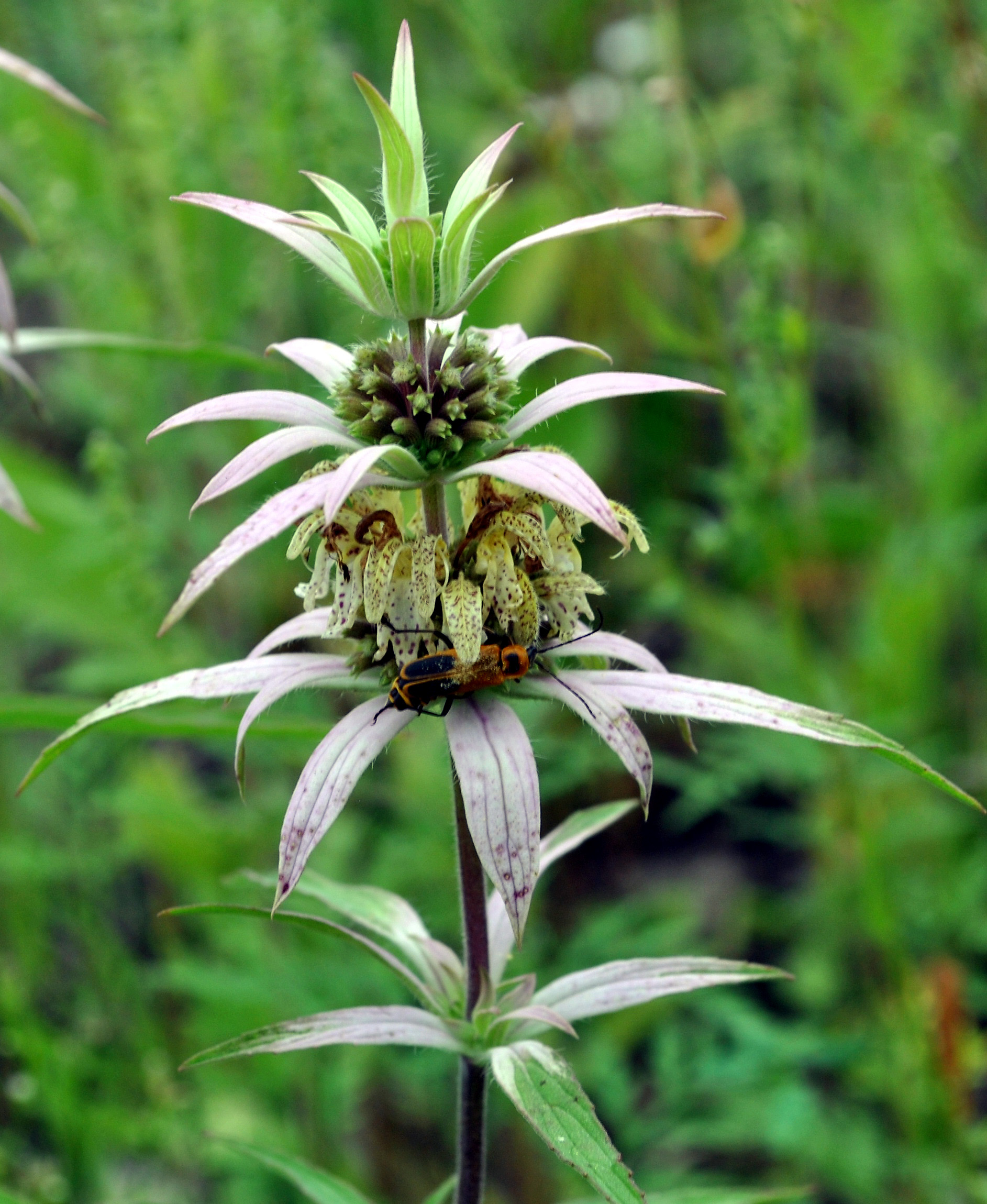
Monarda punctata
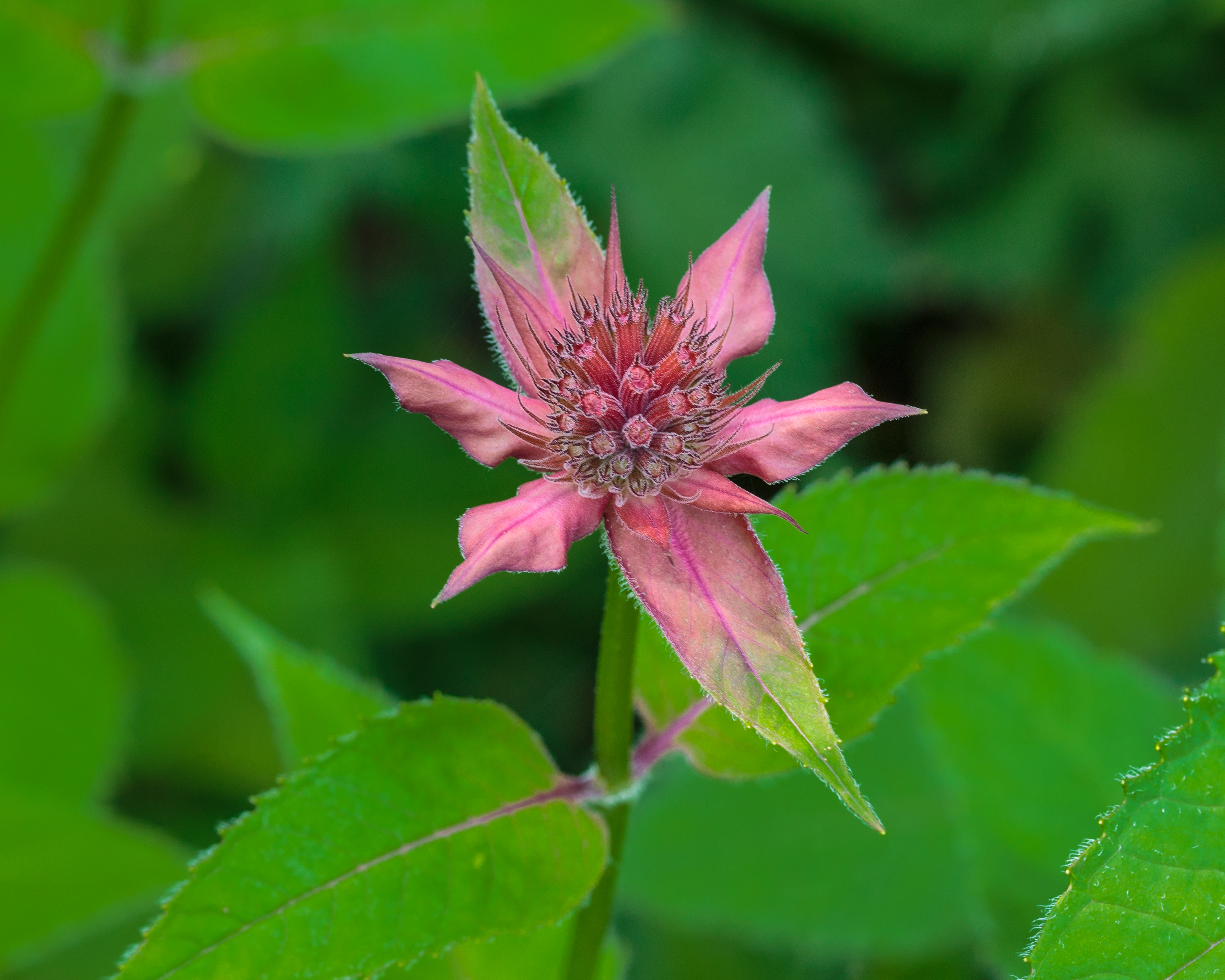
Zahradní kultivar 'Gardenview Scarlet'
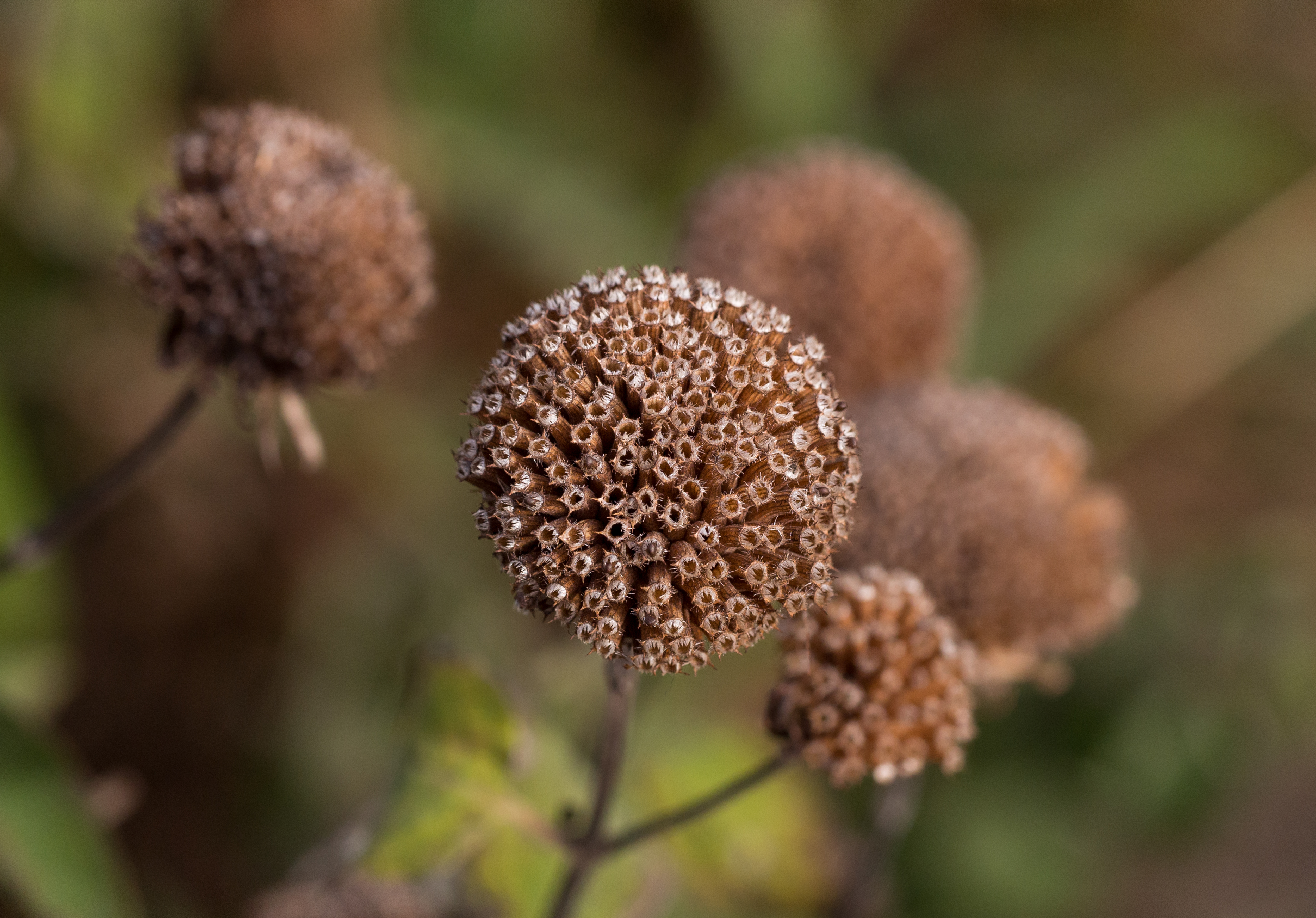
Odkvetlé květenství
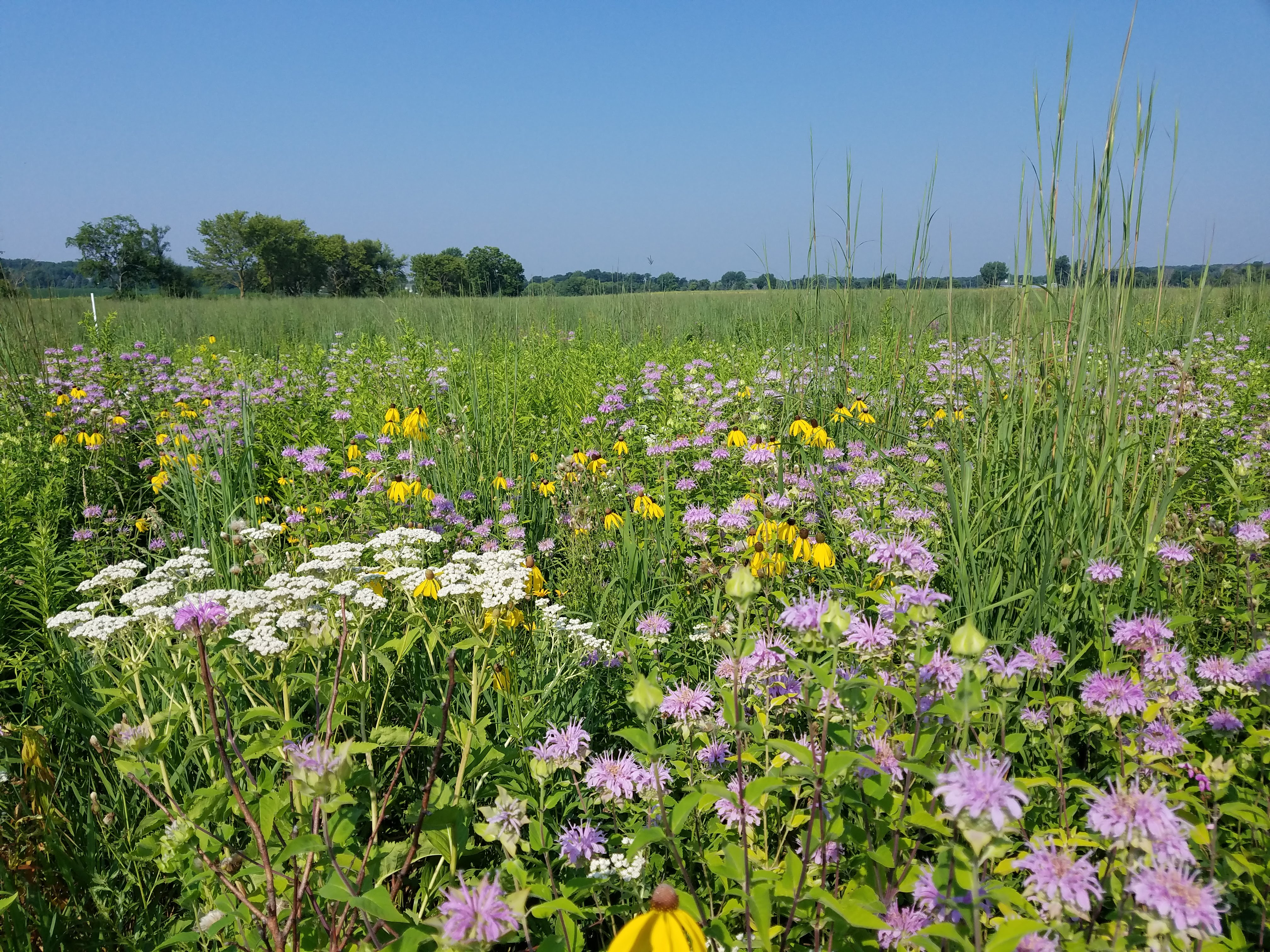
Volně rostoucí rostliny